# ゼフェリーノ・ナンダヤパ

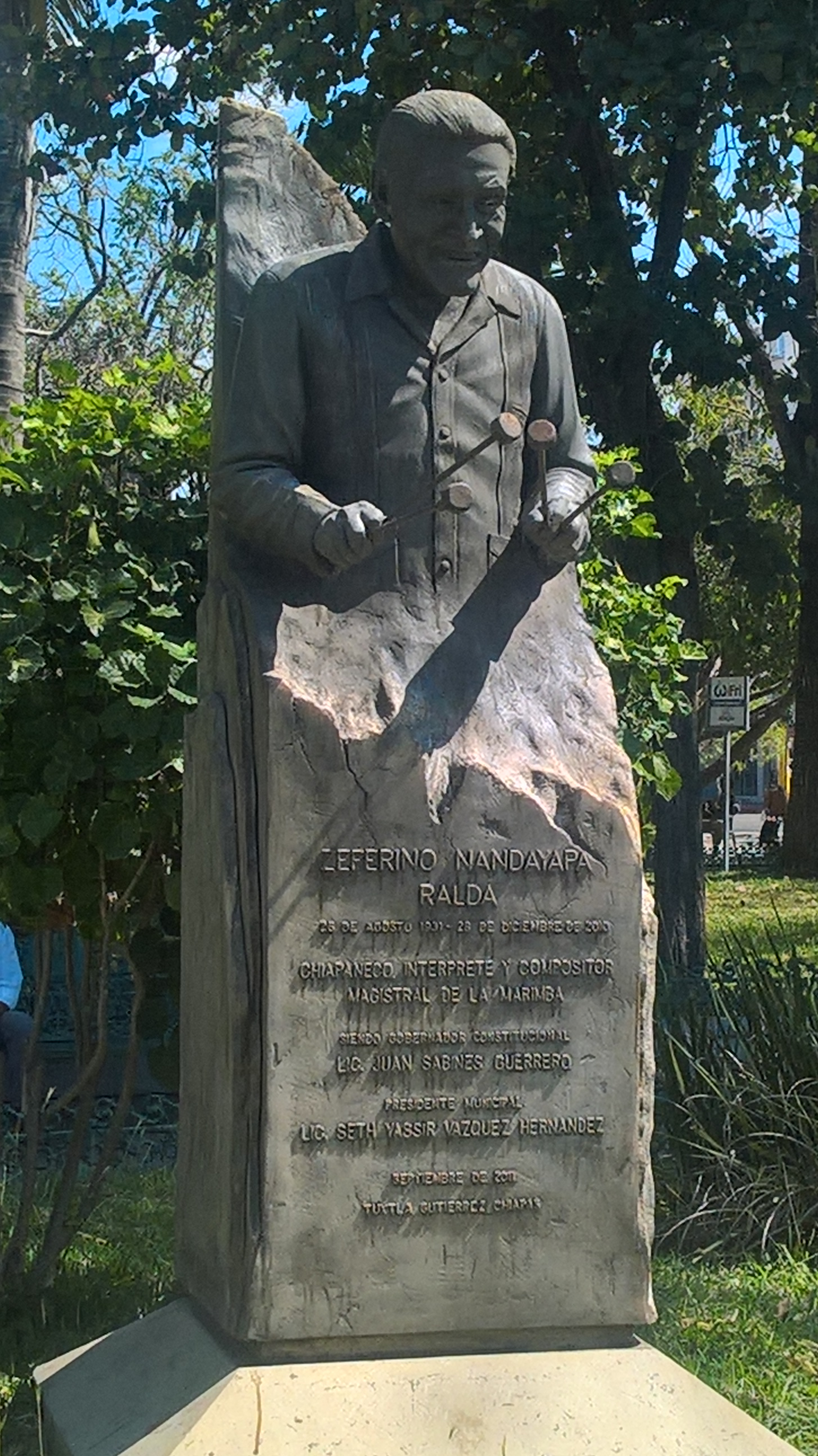
ゼフェリーノ・ナンダヤパラルダの像。

ゼフェリーノ・ナンダヤパラルダ（Zeferino_Nandayapa、ZeferinoNandayapa-Ralda、Chiapa de Corzo、Chiapas、1931年8月26日 - 2010年12月28日） は、メキシコの民俗および古典的なマリンバ奏者。
メキシコシティではクラシック音楽をブラス・ガリンド、マリア・ガルシア・ゲンダ、カルロス・チャベス、カルロス・ヒメネス＝マバラクに師事。彼の孫のグスタボ・ナンダヤパは「ドンルイディトス」（ノイズ氏）として知られる。
彼は1956年にマリンバナンダヤパを結成。これは人気のマリンババンドで、メキシコやラテンアメリカのフォークミュージックを演奏するために各国を旅してきた。ロンドンのロイヤルフィルハーモニー管弦楽団およびマドリッド管弦楽団のソリストでもある。
バッハ、モーツァルト、デファラ、ガリンド、リスト、ショパンの作品をマリンバに適応させ、世界の他の国々で知られるようにします。 マリオ・クリ、ブラス・ガリンド、フェデリコ・アルバレス・デル・トロ、エドゥアルド・アングロなどのさまざまな作曲家が彼に献身的なコンサートを行っている。

## バイオグラフィー
3歳の時、マリンバのメーカーである父親が小さな子を作って遊んでいました。27歳の時、マリンバでメロディーを演奏し始め、人気の音楽を演奏する子供たちのグループ「ロス・ムチャチトス」を結成しました。
15歳の時、彼は国立音楽院で指揮を学ぶためにメキシコシティに移りました。 その機関では、ブラス・ガリンドがディレクターであり、カルロス・チャベス教授でした。 彼は後者の友人であり、彼の有名な作品であるタンブコにパフォーマーとして参加するよう招待し、ナンダヤパに次のように答えました。 マリンバでは、メモは非常に遠くにあります」。 後に彼は、「カルロス・チャベスにとってそれはとても面白かったし、それ以来、私たちは友達になった」と語った。 バッハとヴォルフガング・アマデウス・モーツァルトがマリンバでピアノのレッスンを練習している。
彼は2010年12月28日火曜日の午後6時35分にメキシコのトラルネパントラで亡くなった。 12月13日の転倒の結果、彼は頭蓋骨の基部に損傷を負い、脳の炎症を引き起こした。 彼の遺体は埋葬された。